# Kofi Kingston
Kofi Nahaje Sarkodie-Mensah (Kumasi, 14 de agosto de 1981) é um lutador profissional americano nascido em Gana atualmente contratado pela WWE, onde atua na marca SmackDown sob o nome de ringue Kofi Kingston.
Depois de se formar na Faculdade de Boston, ele decidiu seguir uma carreira de wrestling profissional e começou a se apresentar no circuito independente da Nova Inglaterra como um lutador jamaicano chamado Kofi Nahaje Kingston. Depois de assinar um contrato de desenvolvimento com a WWE em 2006, ele encurtou seu nome no ringue para Kofi Kingston. Kingston estreou na WWE em 2008 usando o mesmo personagem jamaicano que fazia no circuito independente. No final de 2009, ele parou de ser cobrado da Jamaica e abandonou o sotaque, embora mantivesse o nome do ringue. Ele então começou a ser cobrado de seu país natal, Gana.
De 2008 a 2013, Kingston tornou-se quatro vezes Campeão Intercontinental e três vezes Campeão dos Estados Unidos. Em 2014, ele formou The New Day com Big E e Xavier Woods. O trio quebrou o recorde do reinado mais longo do Campeonato de Duplas na história da WWE, quando conquistou o Campeonato de Duplas do Raw de agosto de 2015 a dezembro de 2016, enquanto defendia os títulos sob a regra do Freebird. No total, Kingston é 14 vezes campeão de duplas na WWE. Em abril de 2019, Kingston derrotou Daniel Bryan na WrestleMania 35 para ganhar o Campeonato da WWE, dando a ele 22 campeonatos no total na WWE.
Ele é o primeiro, e atualmente único, campeão mundial africano na história da WWE. Sua vitória no campeonato da WWE também o tornou o 30º Campeão da Tríplice Coroa da WWE e o 20º campeão geral do Grand Slam (13º no formato atual). Além disso, o próprio Kingston detém o recorde singular de mais dias como Campeão de Duplas na WWE e está empatado com Edge por ter o maior número de reinados gerais como Campeão de Duplas na história da WWE (excluindo WCW como Booker T, que também está empatado). com 14. Com exceção de alguns meses como vilão em 2015 com The New Day, Sarkodie-Mensah tem sido um personagem heroico por quase toda a sua carreira na WWE.

## Início de vida
Kofi Nahaje Sarkodie-Mensah nasceu em Kumasi, Ashanti, em 14 de agosto de 1981, filho de Kwasi e Elizabeth Sarkodie-Mensah. Ele tem um irmão, Kwame (que é um streamer do Twitch sob o nome de Temp0), e uma irmã falecida, Nana Akua. Ele se mudou com sua família para os Estados Unidos e acabou se estabelecendo na área metropolitana de Boston, onde se formou na Winchester High School em Winchester, Massachusetts e depois na Faculdade de Boston.

## Carreira na luta profissional

### Formação e circuito independente (2005–2006)
Sarkodie-Mensah começou a treinar no final de 2005 e fez sua estreia no wrestling oficial em 2006 pela Chaotic Wrestling, quando enfrentou Evan Siks em 4 de junho pelo Campeonato dos Pesos Pesados da PWF Mayhem em uma derrota. Ele competiu principalmente na área da Nova Inglaterra, incluindo passagens pela National Wrestling Alliance (NWA) - New England (onde foi brevemente membro da "A-List" de Barry Ace), Millennium Wrestling Federation (MWF), New England Championship Wrestling (NECW), a Eastern Wrestling Alliance (EWA) e a Chaotic Wrestling.

### World Wrestling Entertainment/WWE

#### Developmental territories (2006–2007)
Em setembro de 2006, ele assinou um contrato de desenvolvimento com a World Wrestling Entertainment (WWE) e foi designado para a Deep South Wrestling (DSW), uma federação de desenvolvimento com sede na Geórgia. Ele estreou na nova empresa, como Kofi Nahaje Kingston, em uma derrota para Montel Vontavious Porter em 21 de setembro. Pelo resto de 2006 e início de 2007, ele apareceu na DSW, bem como em sua promoção irmã Ohio Valley Wrestling (OVW), com sede em Kentucky, onde fez parte de uma equipe chamada Commonwealth Connection com Harry Smith.
Em 2007, sob o nome de ringue Kofi Nahaje Kingston, ele teve sua primeira exposição ao roster principal da WWE, quando trabalhou em 5 e 26 de março antes dos episódios do Raw contra Charlie Haas e Trevor Murdoch, respectivamente. Quando ele voltou para as federações de desenvolvimento, ele encurtou seu nome original para Kofi Kingston e continuou a alternar entre os dois nomes ao longo de sua duração lá. Ele também trabalhou em eventos ao vivo, derrotando Shelton Benjamin em 5 de maio e Val Venis em 6 de maio. Quando o território de desenvolvimento Florida Championship Wrestling (FCW) foi inaugurado em junho, Kingston foi transferido para lá, aparecendo em seu show inaugural em 26 de junho, onde se juntou a Eric Pérez contra Keith Walker e Rycklon Stephens em um combate perdido. Kingston trabalhou lá durante a maior parte do restante do ano.

#### Estreia e rivalidade com Randy Orton (2007–2009)

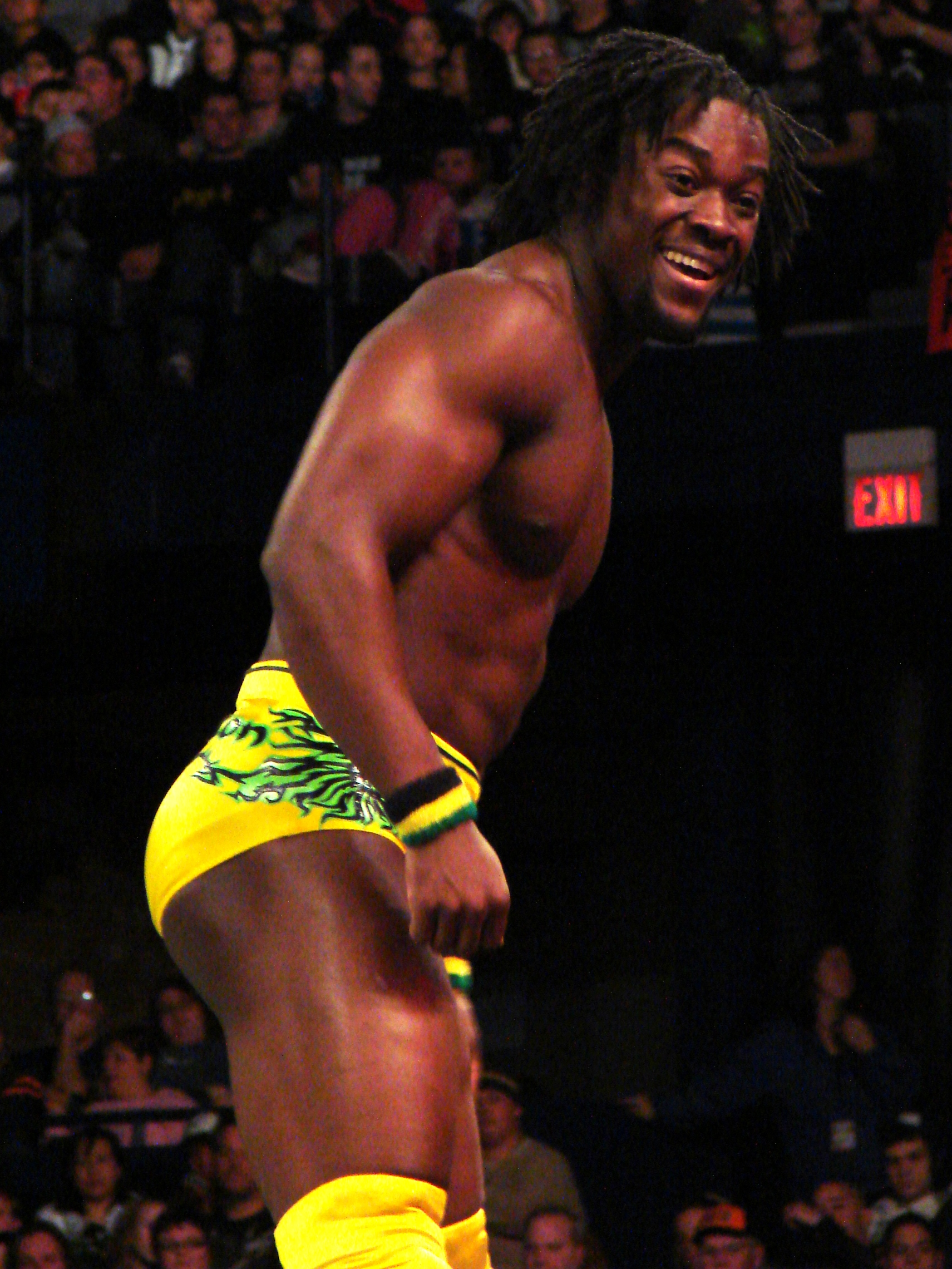
Kingston em março de 2008

Uma série de vinhetas para a estreia de Kingston na televisão começou a ser exibida no programa de televisão semanal ECW on Syfy a partir de 6 de dezembro de 2007. Durante esta fase de introdução, seus vídeos, o site oficial e os comentaristas notaram que ele seria o primeiro jamaicano a lutar pela WWE, mas ele não tem ascendência jamaicana, nem qualquer conexão com a Jamaica.[a] Ele é, no entanto, o primeiro artista nascido na África na história da WWE. Ele estreou em 22 de janeiro de 2008 na ECW como face com uma vitória sobre o lutador local David Owen em Charlottesville, Virgínia. Depois de lutas esporádicas, Kingston se envolveu em sua primeira grande luta, uma battle royal de 24 lutadores durante o pré-show da WrestleMania XXIV com o vencedor recebendo uma luta pelo Campeonato da ECW, mas foi eliminado por Mark Henry. Kingston permaneceu invicto na competição de simples na ECW por meses e entrou em uma rivalidade com Shelton Benjamin no final de abril de 2008. Depois de duas derrotas consecutivas, Benjamin venceu Kingston em 20 de maio na ECW, encerrando sua sequência invicta. Na ECW de 24 de junho, Kingston derrotou Benjamin em uma luta Extreme Rules para encerrar sua rivalidade.
Em 25 de junho de 2008, Kingston foi transferido para o Raw, como parte do WWE Supplemental Draft. Em sua primeira luta como membro do elenco do Raw, e primeira luta pelo campeonato na WWE, ele derrotou Chris Jericho pelo Campeonato Intercontinental no Night of Champions, depois que Shawn Michaels, com quem Jericho estava rivalizando, atacou o empresário de Jericho, Lance Cade. A vitória fez dele o primeiro lutador nascido na África a conquistar um campeonato na World Wrestling Entertainment. Kingston manteve o campeonato até o SummerSlam, onde ele e a Campeã Feminina Mickie James perderam seus campeonatos em uma luta intergênero "o vencedor leva tudo" para Santino Marella e Beth Phoenix.
No Unforgiven, ele apareceu nos bastidores, ajudando o então Campeão Mundial dos Pesos Pesados CM Punk, que havia sido atacado por Randy Orton, Manu e os Campeões Mundiais de Duplas Cody Rhodes e Ted DiBiase. Logo depois de vir em seu socorro, Kingston e Punk foram emparelhados com mais frequência, e no Raw de 27 de outubro, a dupla ganhou o Campeonato Mundial de Duplas. Ele também esteve envolvido no Survivor Series na tradicional luta de duplas de eliminação de dez homens ao lado do Time Batista, mas foi eliminado por Randy Orton. Kingston e Punk perderam o Campeonato Mundial de Duplas para John Morrison e The Miz em um evento ao vivo em 13 de dezembro. Quando questionado sobre seu reinado com Punk, ele afirmou que "Punk o colocou sob sua proteção quando não precisava e ele sempre foi grato por essa amizade". No No Way Out em 15 de fevereiro de 2009, Kingston estava escalado para competir na Elimination Chamber pelo Campeonato Mundial dos Pesos Pesados, mas não pôde entrar oficialmente na luta porque foi emboscado por Edge, que tomou o lugar de Kingston e acabou vencendo a luta. No Raw de 9 de março, Kingston derrotou Chris Jericho após interferência de Ric Flair, para ganhar uma vaga na luta Money in the Bank na WrestleMania 25, mas a luta foi vencida por CM Punk.

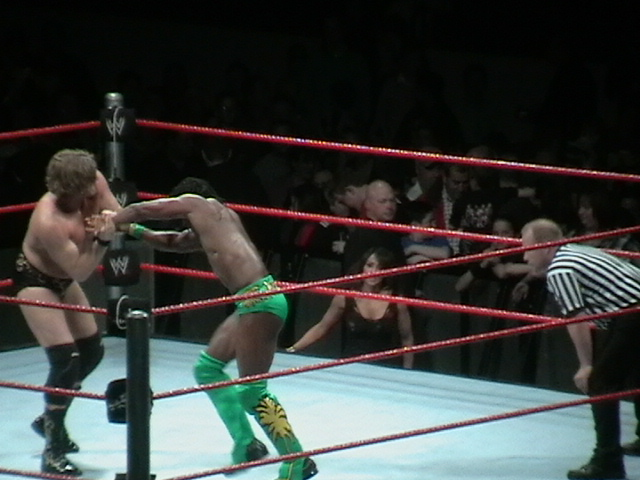
Kingston lutando contra William Regal em abril de 2009

Depois de vencer um combate triplo para determinar o desafiante número 1 na semana anterior, Kingston derrotou Montel Vontavious Porter (MVP) no episódio de 1º de junho do Raw para vencer o Campeonato dos Estados Unidos pela primeira vez. Nos meses seguintes, ele defendeu e reteve o título no Extreme Rules, Night of Champions, Breaking Point, e Hell in a Cell, e em vários episódios do Raw, até perder o campeonato para The Miz no Raw de 5 de outubro, encerrando seu reinado em 126 dias.

#### Campeão Intercontinental (2009–2011)

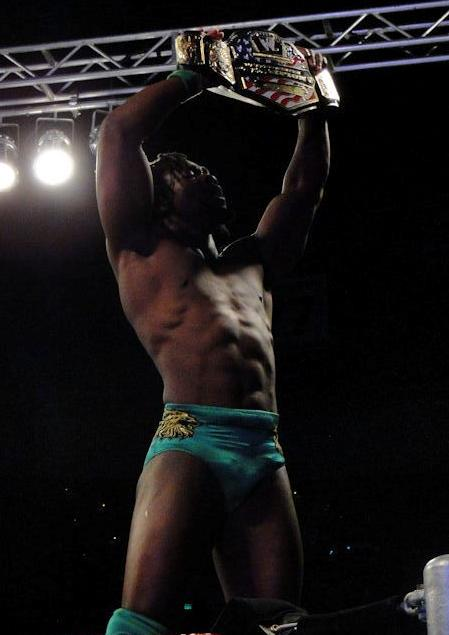
Kingston como Campeão dos Estados Unidos

No episódio do Raw de 19 de outubro, Kingston falou sem sotaque jamaicano durante um segmento televisionado, abandonou o personagem jamaicano e começou a ser cobrado de seu país natal, Gana. No Bragging Rights, Kingston lutou como parte do Time Raw, que perdeu a luta depois que o companheiro de equipe do Raw, Big Show, os traiu com um chokeslamming em Kingston, permitindo que Chris Jericho imobilizasse Kingston para obter a vitória para o Time SmackDown. Depois que Kingston interferiu em uma partida entre Randy Orton e John Cena para a luta pelo Campeonato da WWE de Cena, Orton. e TLC: Tables, Ladders & Chairs, onde Orton derrotou Kingston. Eles também participaram de uma luta de ameaça tripla que incluiu John Cena para determinar um desafiante pelo Campeonato da WWE no Royal Rumble, que foi vencido por Orton, que derrotou Kingston. Ele disputou o título no Elimination Chamber, mas foi eliminado pelo campeão Sheamus. Na WrestleMania XXVI, Kingston não teve sucesso na luta Money in the Bank, que foi vencida por Jack Swagger.
No episódio do Raw de 26 de abril, Kingston foi convocado para o SmackDown como parte do draft da WWE. Ele ganharia um torneio pelo vago Campeonato Intercontinental no episódio de 14 de maio do SmackDown. No entanto, momentos depois, a conquista do título foi revertida quando o título foi devolvido ao campeão anterior Drew McIntyre. Kingston derrotaria McIntyre pelo título no Over the Limit, e reteve em uma revanche no Fatal 4-Way. Em 18 de julho no Money in the Bank, Kingston perdeu a luta Money in the Bank do SmackDown quando Kane pegou a maleta. Seu reinado Intercontinental terminaria no episódio de 6 de agosto do SmackDown, onde ele perdeu para Dolph Ziggler. Kingston teria 3 revanche pelo título no SummerSlam, Smackdown e Night of Champions, mas não ganhou o título.

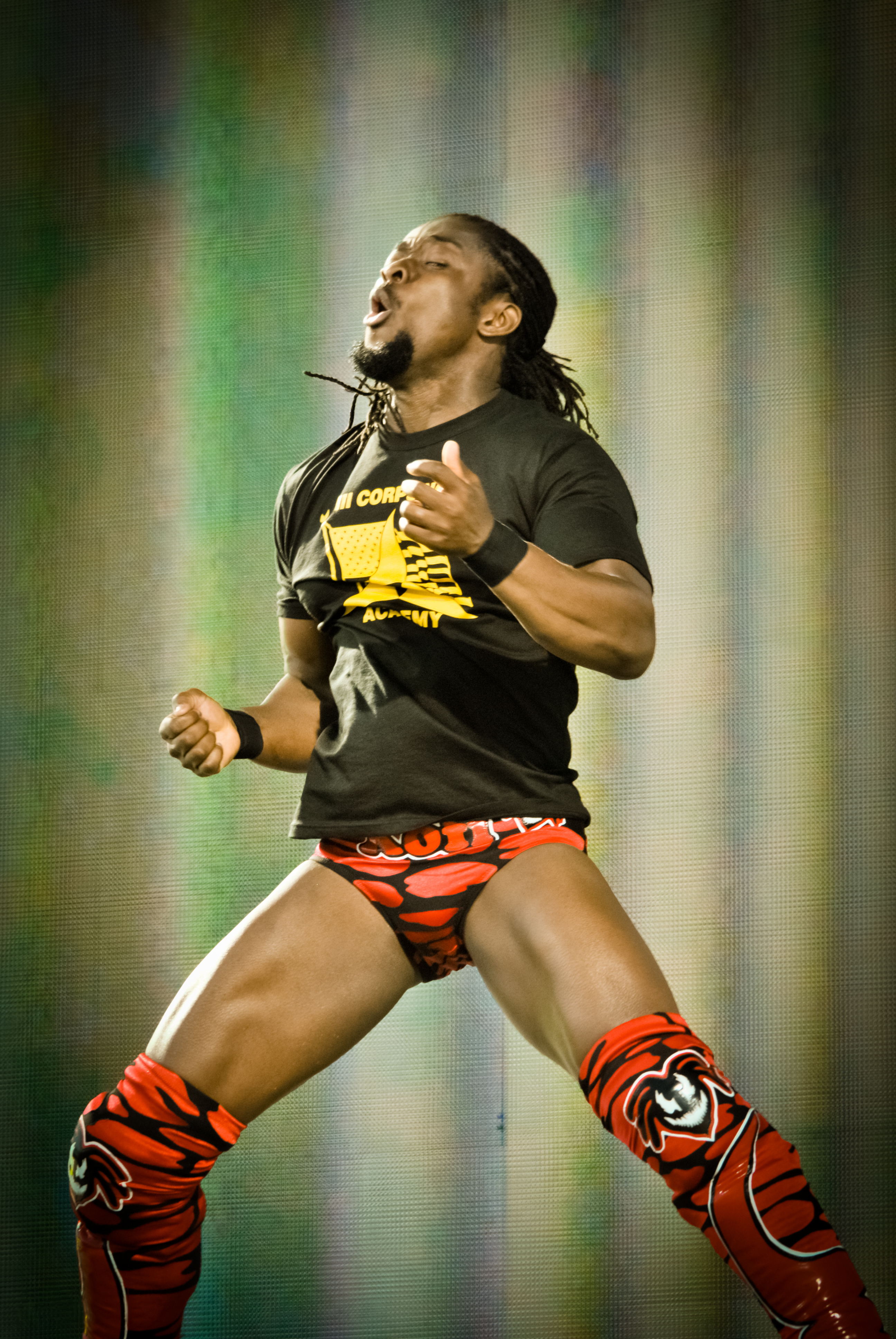
Kingston em dezembro de 2010

No episódio de 15 de outubro do SmackDown, Kingston derrotou Drew McIntyre para ganhar uma vaga no Time SmackDown no Bragging Rights. No Bragging Rights, o Timed SmackDown derrotou o Time Raw. No episódio de 3 de dezembro do SmackDown, Kingston derrotou Jack Swagger para se tornar o candidato número um ao Campeonato Intercontinental, mas não conseguiu reconquistar o título quando Swagger o atacou durante a partida. No TLC: Tables, Ladders & Chairs, Kingston competiu em uma luta triple threat de escada pelo Campeonato Intercontinental, que foi vencido novamente por Ziggler. No episódio de 7 de janeiro de 2011 do SmackDown, Kingston derrotou Ziggler para se tornar o Campeão Intercontinental pela terceira vez. Imediatamente após a partida, a gerente geral interino Vickie Guerrero ordenou que Ziggler invocasse sua cláusula de revanche imediatamente, mas Kingston rapidamente imobilizou Ziggler novamente para manter seu campeonato. Kingston então entrou em uma rivalidade com Alberto Del Rio, que culminou em uma luta sem título no Elimination Chamber, que Kingston perdeu. No episódio de 25 de março do SmackDown, Kingston perdeu o Campeonato Intercontinental para Wade Barrett. No episódio de 1º de abril do SmackDown, Kingston venceu sua revanche contra Wade Barrett por desqualificação. Na WrestleMania XXVII, depois que Vladimir Kozlov se machucou nas mãos de The Corre, Kingston foi escolhido como substituto de Kozlov em uma luta de duplas envolvendo Kingston, Kane, Big Show e Santino Marella contra The Corre, que a equipe de Kingston venceu.
Em 26 de abril, Kingston foi convocado de volta para a marca Raw como parte do Draft Suplementar de 2011. No Extreme Rules, Kingston derrotou Sheamus em uma luta de mesas para ganhar seu segundo Campeonato dos Estados Unidos. No episódio do Raw de 9 de maio, Kingston defendeu com sucesso seu campeonato contra Jack Swagger. No Capitol Punishment, Kingston perdeu o título para Dolph Ziggler. Kingston enfrentou Ziggler em uma revanche pelo título no episódio de 20 de junho do Raw em uma luta de 2 de 3 quedas, mas Ziggler manteve o campeonato quando a luta terminou com Ziggler sendo desqualificado.

#### Air Boom e parceria com R-Truth (2011–2012)

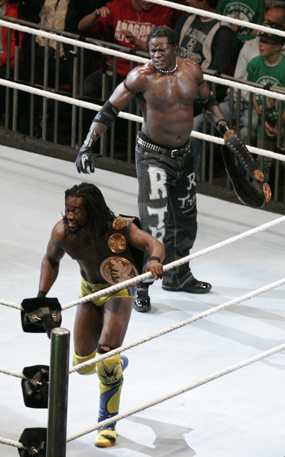
Kingston (frente) e R-Truth como Campeões de Duplas da WWE

No Raw de 22 de agosto, Kingston venceu o Campeonato de Duplas da WWE com Evan Bourne, quando eles derrotaram David Otunga e Michael McGillicutty. No Raw de 29 de agosto, a dupla foi chamada de "Air Boom", e eles tiveram sua primeira defesa de título com sucesso ao derrotar Otunga e McGillicutty em uma revanche. No Night of Champions, Air Boom manteve seus títulos contra The Miz e R-Truth por desqualificação após Miz atacar um árbitro da WWE. No Hell in a Cell e no Vengeance, o Air Boom manteve seus títulos duas vezes contra Dolph Ziggler e Jack Swagger. Bourne foi suspenso em novembro por sua primeira violação da política de bem-estar da empresa. No TLC: Tables, Ladders & Chairs Air Boom reteve com sucesso seus títulos contra Primo & Epico. Em 15 de janeiro de 2012, Air Boom perdeu os títulos de duplas para Primo e Epico em um house show. Na noite seguinte no Raw, Air Boom teve uma revanche, mas não conseguiu recuperar os títulos. No dia seguinte, Bourne foi suspenso novamente por sua segunda violação da Política de Bem-Estar da WWE.
No Royal Rumble, Kingston participou da luta Royal Rumble e, embora não tenha vencido, teve um momento de destaque quando se salvou da eliminação caminhando sobre as mãos para alcançar os degraus do ringue e entrar novamente no ringue. No Elimination Chamber, Kingston falhou em conquistar o Campeonato da WWE depois de ser eliminado em terceiro lugar por Chris Jericho. Kingston então começou a se associar a R-Truth. No Raw de 27 de fevereiro, Kingston e Truth não conseguiram capturar o Campeonato de Duplas da WWE de Primo e Epico em uma luta triple threat de duplas, também envolvendo Ziggler e Swagger. No Raw de 30 de abril, Kingston e Truth derrotaram Primo e Epico para ganhar o Campeonato de Duplas da WWE. No Over the Limit, Kingston e R-Truth defenderam com sucesso os títulos contra Dolph Ziggler e Jack Swagger e novamente em uma revanche no Raw de 28 de maio.
Na noite seguinte no Raw, eles defenderam com sucesso o Campeonato de Duplas da WWE contra The Prime Time Players (Titus O'Neil e Darren Young). No SummerSlam, Kingston e Truth derrotaram os Prime Time Players para reter o Campeonato de Duplas da WWE. No Night of Champions, Kingston e Truth perderam o Campeonato de Duplas para a equipe de Daniel Bryan e Kane e não conseguiram recuperar os títulos dos novos campeões na noite seguinte no Raw. Tanto Kingston quanto Truth foram derrotados pelos Prime Time Players na primeira rodada do Tag Team Tournament para determinar os desafiantes número um para o Campeonato de Duplas, fazendo com que Kingston e Truth se separassem como uma equipe e cada um voltasse a ser competidores individuais.

#### Campeão dos Estados Unidos (2012–2014)

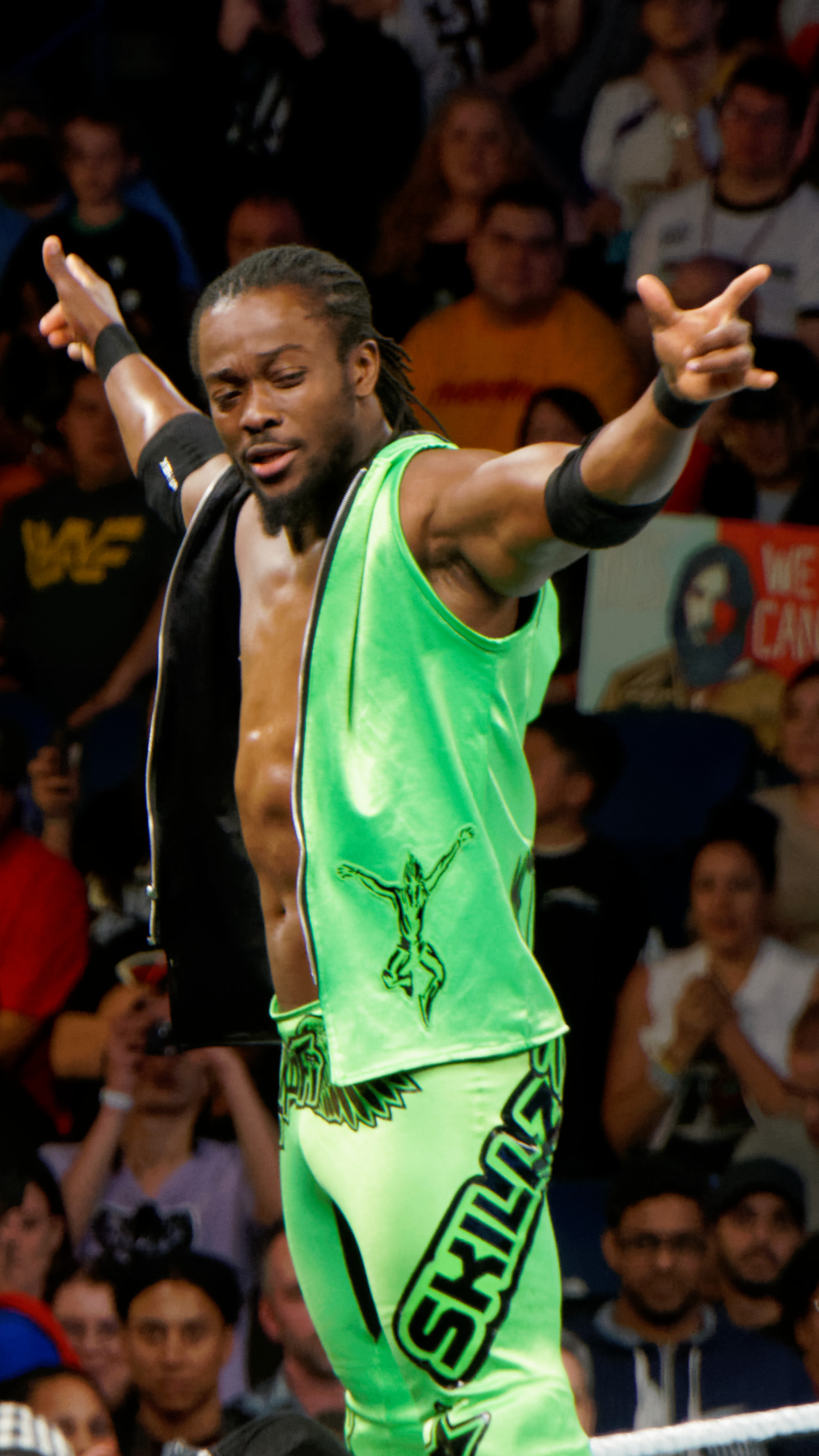
Kingston em abril de 2014

No episódio de 17 de outubro do Main Event, Kingston derrotou The Miz para ganhar o Campeonato Intercontinental pela quarta vez em sua carreira. Kingston então começou uma rivalidade com Wade Barrett, quando os dois foram colocados em times opostos na tradicional luta de eliminação de cinco contra cinco em 18 de novembro no Survivor Series. A equipe de Kingston, liderada por Mick Foley, foi derrotada pela equipe de Barrett, liderada por Dolph Ziggler, durante a qual foi eliminado por Barrett. Na noite seguinte no Raw, Kingston foi derrotado por Barrett em uma luta sem título. Kingston, ainda o Campeão Intercontinental, recebeu uma chance pelo Campeonato dos Estados Unidos no episódio de 3 de dezembro do Raw contra Barrett, R-Truth e o campeão Antonio Cesaro em uma luta fatal four-way, mas não teve sucesso depois que Cesaro derrotou Kingston para a vitória. No TLC: Tables, Ladders & Chairs, Kingston defendeu com sucesso seu título contra Barrett. Duas semanas depois, no Raw de 31 de dezembro, Kingston perdeu o Campeonato Intercontinental para Barrett, encerrando seu reinado em 74 dias. Kingston recebeu sua revanche quatro dias depois no SmackDown, mas perdeu a luta. Em 27 de janeiro de 2013, no Royal Rumble, Kingston participou da luta Royal Rumble e, após eliminar Tensai, foi empurrado para fora do ringue, mas Kingston pulou nas costas de Tensai, pousou na mesa de anunciantes e usou uma cadeira de comentários de John "Bradshaw" Layfield para pular para o avental do ringue, antes de ser eliminado por Cody Rhodes.
No Raw de 15 de abril, Kingston derrotou Antonio Cesaro para ganhar seu terceiro campeonato dos Estados Unidos, mas perdeu em 19 de maio no Extreme Rules para Dean Ambrose. No episódio de 31 de maio do SmackDown, Kingston foi eliminado da televisão, pois estava passando por uma cirurgia no cotovelo e esperava-se que ficasse fora por quatro a oito semanas. Kingston voltou de uma lesão no Raw de 5 de agosto, derrotando Fandango. No Night of Champions, Kingston enfrentou Curtis Axel pelo Campeonato Intercontinental, mas foi derrotado. Nas semanas seguintes, Bray Wyatt começaria a entregar mensagens enigmáticas para Kingston após suas partidas, levando a uma partida entre os dois no Battleground, que Wyatt venceu. No Raw de 18 de novembro, Kingston se juntou a The Miz para enfrentar The Real Americans (Antonio Cesaro e Jack Swagger), mas eles perderam depois que Miz se voltou contra Kingston. Isso levou a uma luta no Survivor Series, onde Kingston foi derrotado por The Miz. Nas semanas seguintes, a rivalidade continuou e culminou em uma luta sem desqualificação entre os dois no TLC: Tables, Ladders & Chairs, que Kingston venceu.
No Royal Rumble em 26 de janeiro de 2014, Kingston participou da luta Royal Rumble, onde evitou a eliminação ao pousar na barricada da multidão e deu um salto de 11 pés para voltar ao ringue, mas foi eliminado posteriormente por Roman Reigns. Na WrestleMania XXX, Kingston competiu no André the Giant Memorial Battle Royal, onde teria um momento de destaque na luta, sendo jogado por cima dos esticadores por Cesaro e para evitar a eliminação mantendo os dedos dos pés nos degraus de aço, ele mais tarde ser eliminado por Sheamus. No Battleground, Kingston competiu no Battle Royal pelo Campeonato Intercontinental, mas não conseguiu vencer a partida.

#### Formação do The New Day (2014–2018)

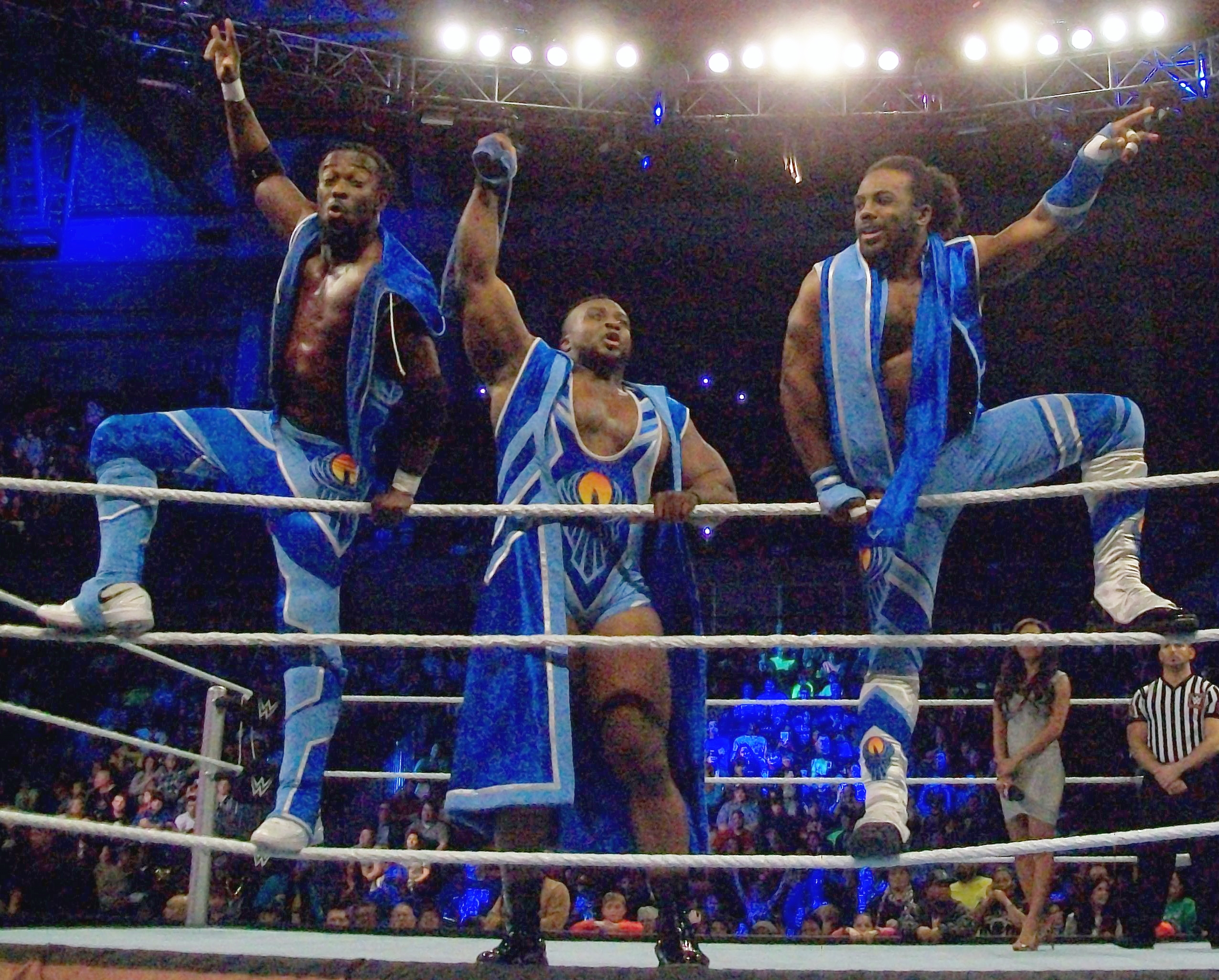
Kingston com Big E e Xavier Woods como The New Day em janeiro de 2015

Durante o verão de 2014, Kingston foi colocado em uma equipe com Big E, e Xavier Woods geralmente como gerente. Em novembro, a WWE começou a exibir vinhetas para Kingston, Woods e Big E, com a stable agora sendo anunciado como The New Day. O New Day fez sua estreia no ringue no episódio de 28 de novembro do SmackDown em uma vitória contra Curtis Axel, Heath Slater e Titus O'Neil. Eles começaram uma breve rivalidade com Gold e Stardust, onde Kingston e Big E derrotaram Gold e Stardust no pré-show TLC: Tables, Ladders & Chairs em 14 de dezembro. No pré-show da WrestleMania 31 em 29 de março de 2015, eles não conseguiram vencer o Campeonato de Duplas da WWE em uma luta fatal four-way, além de serem eliminados por Big Show no Andre the Giant Memorial Battle Royal.
No Raw de 6 de abril, The New Day virou heel, o que marcaria o primeiro heel turn de Kingston na WWE desde sua estreia em 2008. No Extreme Rules, Kingston e Big E derrotaram Tyson Kidd e Cesaro para ganhar o WWE Tag Team Championships. No Payback, The New Day derrotou Kidd e Cesaro para reter seus títulos. No Elimination Chamber, The New Day derrotou Kidd e Cesaro, The Lucha Dragons, The Ascension, Los Matadores e os Prime Time Players para reter seus títulos na primeira partida Elimination Chamber de tag team; todos os três membros foram autorizados a competir em uma estipulação pré-jogo. No entanto, eles perderam os títulos no Money in the Bank contra The Prime Time Players. No entanto, eles recuperariam os títulos no SummerSlam. Na noite seguinte no Raw, The Dudley Boyz fez seu retorno à WWE e atacou o New Day com Woods sendo colocado em uma mesa com o 3D. O New Day perdeu para os Dudley Boyz por desqualificação no Night of Champions, mas manteve seus títulos de tag team. No mês seguinte, no Hell in a Cell, eles derrotaram os Dudley Boyz para manter seus títulos. No TLC, The New Day reteve o título contra The Usos e The Lucha Dragons em uma luta de escada de duplas de ameaça tripla. The New Day manteve os títulos no Royal Rumble contra The Usos.

## Vida pessoal
Sarkodie-Mensah casou-se com Kori Campfield em 11 de setembro de 2010. Eles têm três filhos juntos.
O lutador favorito de Sarkodie-Mensah na infância era Shawn Michaels. Em uma entrevista em junho de 2019, ele afirmou que Dolph Ziggler era "um dos meus oponentes favoritos de todos os tempos, senão o meu favorito. Sem querer me gabar, nossas lutas sempre foram intensas. Temos uma química muito boa."
Sarkodie-Mensah tem tatuagens de símbolos ganeses Adinkra ao longo da coluna. Seu primeiro nome (Kofi) é o nome tradicional em Gana para pessoas nascidas em uma sexta-feira.
Em uma entrevista em abril de 2020 para a Muscle & Fitness, Sarkodie-Mensah anunciou que havia se tornado vegano.

## Campeonatos e conquistas
- CBS Sports
  - Melhor Momento/Ângulo do Ano (2019) – Conquista do Campeonato da WWE na WrestleMania 35

- Pro Wrestling Illustrated
  - Tag Team do Ano (2012) com R-Truth
  - Tag Team do Ano (2015, 2016) com Big E e Xavier Woods
  - Classificado em 4º lugar entre os 500 melhores lutadores individuais no PWI 500 em 2019
  - Classificado em 8º lugar entre as 50 melhores duplas no PWI Tag Team 50 em 2020 com Big E e Xavier Woods

- Sports Illustrated
  - Classificado em 9º lugar entre os 10 melhores lutadores masculinos em 2019

- Wrestling Observer Newsletter
  - Melhor Gimmick (2015) – The New Day, compartilhado com Big E e Xavier Woods

- WWE/World Wrestling Entertainment
  - Campeonato da WWE (1 vez)
  - WWE Intercontinental Championship (4 vezes)
  - WWE United States Championship (3 vezes)
  - WWE/Raw/World Tag Team Championship (7 vezes, atual) – com Evan Bourne (1), R-Truth (1), Big E e Xavier Woods (2) e Xavier Woods (3, atual)
  - WWE SmackDown Tag Team Championship (7 vezes) – com Big E e Xavier Woods (6) e Xavier Woods (1)
  - World Tag Team Championship (1971–2010) (1 vez) – com CM Punk
  - NXT Tag Team Championship (1 vez) – com Xavier Woods
  - 13th Grand Slam Champion (no formato atual; 20º no geral)
  - 30th Triple Crown Champion (formato tradicional)
  - Third Tag Team Triple Crown Champion – com Xavier Woods
  - Bragging Rights Trophy (2010) – com Team SmackDown (Big Show, Rey Mysterio, Jack Swagger, Alberto Del Rio, Edge e Tyler Reks)
  - WWE Intercontinental Championship Tournament (2010)
  - WWE SmackDown Tag Team Championship Tournament (2018) – com Big E e Xavier Woods
  - Slammy Award (2 vezes)
    - Tell Me I Did Not Just See That Moment of the Year (2012) – Caminhar sob as mãos durante a luta Royal Rumble para evitar a eliminação
    - Ring Gear of the Year (2020) – com Big E e Xavier Woods

  - WWE Year-End Award (2 vezes)
    - Men's Tag Team of the Year (2019) – com Big E e Xavier Woods
    - Moment of the Year (2019) – Conquista do Campeonato da WWE na WrestleMania 35